# Monlezun
Monlezun is een gemeente in het Franse departement Gers (regio Occitanie) en telt 200 inwoners (2005). De plaats maakt deel uit van het arrondissement Mirande.

## Geografie
De oppervlakte van Monlezun bedraagt 18,1 km², de bevolkingsdichtheid is 11,0 inwoners per km².

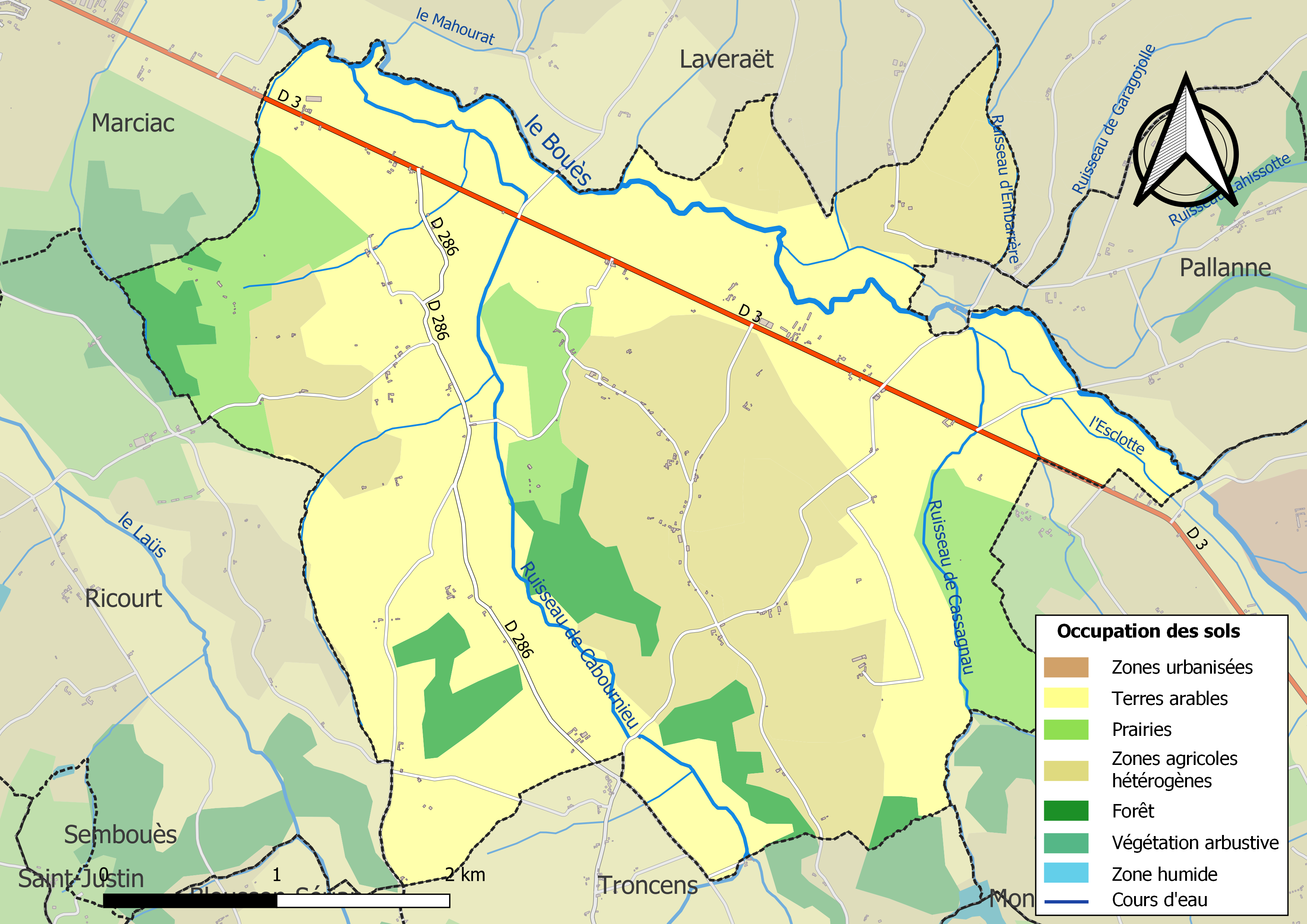
Kaart van de gemeente met belangrijkste infrastructuur, bodemgebruik en omliggende gemeenten

## Demografie
Onderstaande figuur toont het verloop van het inwonertal (bron: INSEE-tellingen).